# Igor Lapsjin
Igor Olegovitj Lapsjin (belarusiska: Ігар Алегавіч Лапшын), född 8 augusti 1963 i Minsk, Vitryssland, är en före detta sovjetisk friidrottare inom tresteg.
Han tog OS-silver i tresteg vid friidrottstävlingarna 1988 i Seoul. 